# Turó de Sant Isidre
El Turó de Sant Isidre és una muntanya de 857 metres que es troba entre els municipis d'Olost i Sobremunt, a la comarca d'Osona.
A aquest turó s'hi troba la capella de Sant Isidre, propietat del mas la Torra, d'Olost.